# Академічне веслування на літніх Олімпійських іграх 2024 — одиночки (чоловіки)
Змагання з академічного веслування в одиночках серед чоловіків на літніх Олімпійських іграх 2024 року тривають з 27 липня до 3 серпня 2024 на Національному олімпійському морському стадіоні Іль-де-Франс у Вер-сюр-Марні. Змагаються 32 веслувальники з 32 країн.

## Розклад
Змагання тривають вісім днів. Вказано час початку сесії. Під час однієї сесії можуть відбуватися змагання в кількох різних дисциплінах.
Вказано центральноєвропейський літній час (UTC+2)
| Дата                     | Час   | Раунд             |
| ------------------------ | ----- | ----------------- |
| Субота, 27 липня 2024    | 9:00  | Попередні запливи |
| Неділя, 28 липня 2024    | 9:36  | Втішні запливи    |
| Понеділок, 29 липня 2024 | 9:30  | Півфінали E/F     |
| Вівторок, 30 липня 2024  | 10:10 | Чвертьфінали      |
| Середа, 31 липня 2024    | 9:54  | Півфінали C/D     |
| Четвер, 1 серпня 2024    | 9:50  | Півфінали A/B     |
| П1ятниця, 2 серпня 2024  | 9:30  | Фінал F           |
| П1ятниця, 2 серпня 2024  | 9:54  | Фінал E           |
| П1ятниця, 2 серпня 2024  | 10:18 | Фінал D           |
| Субота, 3 серпня 2024    | 9:42  | Фінал C           |
| Субота, 3 серпня 2024    | 10:06 | Фінал B           |
| Субота, 3 серпня 2024    | 10:30 | Фінал A           |

## Підсумки

### Попередні запливи
Перші троє веслувальників з кожного запливу Кваліфікувався до чвертьфіналів, а решта - потрапили до втішних запливів.

#### Заплив 1
| Місце | Доріжка | Веслувальник          | Країна              | Час     | Нотатки |
| ----- | ------- | --------------------- | ------------------- | ------- | ------- |
| 1     | 5       | Том Макінтош          | Нова Зеландія (NZL) | 6:55.92 | Q       |
| 2     | 1       | Стефанос Дускос       | Греція (GRE)        | 7:01.79 | Q       |
| 3     | 2       | Абдельхалек Ель-Банна | Єгипет (EGY)        | 7:05.06 | Q       |
| 4     | 3       | Балрадж Панвар        | Індія (IND)         | 7:07.11 | В       |
| 5     | 6       | Владислав Яковлєв     | Казахстан (KAZ)     | 7:21.56 | В       |
| 6     | 4       | Андре Матіас          | Ангола (ANG)        | 7:52.78 | В       |

#### Заплив 2
| Місце | Доріжка | Веслувальник     | Країна          | Час     | Нотатки |
| ----- | ------- | ---------------- | --------------- | ------- | ------- |
| 1     | 4       | Міхай Кіруце     | Румунія (ROU)   | 6:51.51 | Q       |
| 2     | 5       | Дамір Мартін     | Хорватія (CRO)  | 6:54.83 | Q       |
| 3     | 1       | Гєдрюс Бєляускас | Литва (LTU)     | 7:00.96 | Q       |
| 4     | 6       | Ісак Жвегель     | Словенія (SLO)  | 7:01.23 | В       |
| 5     | 2       | Ла Мемо          | Індонезія (INA) | 7:19.33 | В       |
| 6     | 3       | Абдалла Ахмед    | Судан (SUD)     | 7:46.45 | В       |

#### Заплив 3
| Місце | Доріжка | Веслувальник         | Країна           | Час     | Нотатки |
| ----- | ------- | -------------------- | ---------------- | ------- | ------- |
| 1     | 3       | Сімон ван Дорп       | Нідерланди (NED) | 6:49.93 | Q       |
| 2     | 5       | Рюта Аракава         | Японія (JPN)     | 6:51.59 | Q       |
| 3     | 1       | Тім Бріс             | Бельгія (BEL)    | 6:52.35 | Q       |
| 4     | 2       | Сід Алі Будіна       | Алжир (ALG)      | 7:02.94 | В       |
| 5     | 6       | Мохамед Тайєб        | Туніс (TUN)      | 7:10.13 | В       |
| 6     | 4       | Преманут Ваттанусітх | Таїланд (THA)    | 7:25.76 | В       |

#### Заплив 4
| Місце | Доріжка | Веслувальник      | Країна                                | Час     | Нотатки |
| ----- | ------- | ----------------- | ------------------------------------- | ------- | ------- |
| 1     | 4       | Євген Золотий     | Індивідуальні нейтральні атлети (AIN) | 6:51.45 | Q       |
| 2     | 3       | Джеймс Плігал     | США (USA)                             | 6:54.95 | Q       |
| 3     | 1       | Лукас Вертейн     | Бразилія (BRA)                        | 6:54.96 | Q       |
| 4     | 5       | Кентен Антоньєллі | Монако (MON)                          | 7:02.15 | В       |
| 5     | 2       | Дара Алізаде      | Бермуди (BER)                         | 7:23.70 | В       |

#### Заплив 5
| Місце | Доріжка | Веслувальник         | Країна          | Час     | Нотатки |
| ----- | ------- | -------------------- | --------------- | ------- | ------- |
| 1     | 4       | Олівер Цайдлер       | Німеччина (GER) | 6:54.72 | Q       |
| 2     | 3       | Бруно Сетраро        | Уругвай (URU)   | 7:04.04 | Q       |
| 3     | 1       | Рейді Кардона Бланко | Куба (CUB)      | 7:06.45 | Q       |
| 4     | 2       | Стівен Кокс          | Зімбабве (ZIM)  | 7:11.98 | В       |
| 5     | 5       | Мохамед Букрах       | Лівія (LBA)     | 7:37.75 | В       |

#### Заплив 6
| Місце | Доріжка | Веслувальник              | Країна         | Час     | Нотатки |
| ----- | ------- | ------------------------- | -------------- | ------- | ------- |
| 1     | 2       | Сверрі Ніельсен           | Данія (DEN)    | 6:53.50 | Q       |
| 2     | 5       | Крістіан Васілєв          | Болгарія (BUL) | 6:56.63 | Q       |
| 3     | 1       | Бендегуз Петерварі-Молнар | Угорщина (HUN) | 6:58.76 | Q       |
| 4     | 3       | Цзю Хіньчжунь             | Гонконг (HKG)  | 7:00.29 | В       |
| 5     | 4       | Хав'єр Інсфран            | Парагвай (PAR) | 7:14.14 | В       |

### Втішні запливи
Перші двоє з кожного запливу виходять до чвертьфіналів; решта потрапляють до півфіналів E/F (не претендують на медалі).

#### Втішний заплив 1
| Місце | Доріжка | Веслувальник   | Країна         | Час     | Нотатки |
| ----- | ------- | -------------- | -------------- | ------- | ------- |
| 1     | 3       | Ісак Жвегель   | Словенія (SLO) | 7:06.90 | Q       |
| 2     | 5       | Хав'єр Інсфран | Парагвай (PAR) | 7:08.29 | Q       |
| 3     | 2       | Мохамед Тайєб  | Туніс (TUN)    | 7:11.57 | E/F     |
| 4     | 4       | Стівен Кокс    | Зімбабве (ZIM) | 7:22.45 | E/F     |
| 5     | 1       | Андре Матіас   | Ангола (ANG)   | 8:01.98 | E/F     |

#### Втішний заплив 2
| Місце | Доріжка | Веслувальник         | Країна          | Час     | Нотатки |
| ----- | ------- | -------------------- | --------------- | ------- | ------- |
| 1     | 4       | Кентен Антоньєллі    | Монако (MON)    | 7:10.00 | Q       |
| 2     | 2       | Балрадж Панвар       | Індія (IND)     | 7:12.41 | Q       |
| 3     | 3       | Ла Мемо              | Індонезія (INA) | 7:19.60 | E/F     |
| 4     | 1       | Преманут Ваттанусітх | Таїланд (THA)   | 7:29.89 | E/F     |
| 5     | 5       | Мохамед Букрах       | Лівія (LBA)     | 7:45.55 | E/F     |

#### Втішний заплив 3
| Місце | Доріжка | Веслувальник      | Країна          | Час     | Нотатки |
| ----- | ------- | ----------------- | --------------- | ------- | ------- |
| 1     | 4       | Сід Алі Будіна    | Алжир (ALG)     | 7:10.23 | Q       |
| 2     | 3       | Цзю Хіньчжунь     | Гонконг (HKG)   | 7:12.94 | Q       |
| 3     | 5       | Дара Алізаде      | Бермуди (BER)   | 7:17.05 | E/F     |
| 4     | 2       | Владислав Яковлєв | Казахстан (KAZ) | 7:21.12 | E/F     |
| 5     | 1       | Абдалла Ахмед     | Судан (SUD)     | 7:55.79 | E/F     |

### Чвертьфінали
Перші троє з кожного запливу кваліфікуються до півфіналів A/B, решта - потрапляють до півфіналів C/D

#### Чвертьфінал 1
| Місце | Доріжка | Веслувальник      | Країна              | Час     | Нотатки |
| ----- | ------- | ----------------- | ------------------- | ------- | ------- |
| 1     | 3       | Том Макінтош      | Нова Зеландія (NZL) | 6:48.01 | QAB     |
| 2     | 4       | Сверрі Ніельсен   | Данія (DEN)         | 6:49.69 | QAB     |
| 3     | 2       | Бруно Сетраро     | Уругвай (URU)       | 6:51.43 | QAB     |
| 4     | 5       | Лукас Вертейн     | Бразилія (BRA)      | 6:55.36 | QCD     |
| 5     | 1       | Кантен Антоньєллі | Монако (MON)        | 6:58.89 | QCD     |
| 6     | 6       | Чіу Хін Чун       | Гонконг (HKG)       | 7:13.70 | QCD     |

#### Чвертьфінал 2
| Місце | Доріжка | Веслувальник   | Країна          | Час     | Нотатки |
| ----- | ------- | -------------- | --------------- | ------- | ------- |
| 1     | 3       | Олівер Цайдлер | Німеччина (GER) | 6:45:32 | QAB     |
| 2     | 5       | Тім Бріс       | Бельгія (BEL)   | 6:46:26 | QAB     |
| 3     | 4       | Міхай Кіруце   | Румунія (ROU)   | 6:46:32 | QAB     |
| 4     | 2       | Джеймс Плігал  | США (USA)       | 6:47:03 | QCD     |
| 5     | 1       | Сід Алі Будіна | Алжир (ALG)     | 7:06:31 | QCD     |
| 6     | 6       | Хав'єр Інсфран | Парагвай (PAR)  | 7:31:50 | QCD     |

#### Чвертьфінал 3
| Місце | Доріжка | Веслувальник              | Країна           | Час     | Нотатки |
| ----- | ------- | ------------------------- | ---------------- | ------- | ------- |
| 1     | 3       | Сімон ван Дорп            | Нідерланди (NED) | 6:49:96 | QAB     |
| 2     | 4       | Дамір Мартін              | Хорватія (CRO)   | 6:53:55 | QAB     |
| 3     | 2       | Стефанос Дускос           | Греція (GRE)     | 6:56:68 | QAB     |
| 4     | 5       | Бендегуз Петерварі-Молнар | Угорщина (HUN)   | 7:05:04 | QCD     |
| 5     | 6       | Ісак Жвегель              | Словенія (SLO)   | 7:06:42 | QCD     |
| 6     | 1       | Рейді Кардона Бланко      | Куба (CUB)       | 7:10:40 | QCD     |

#### Чвертьфінал 4
| Місце | Доріжка | Веслувальник          | Країна                                | Час     | Нотатки |
| ----- | ------- | --------------------- | ------------------------------------- | ------- | ------- |
| 1     | 3       | Євген Золотий         | Індивідуальні нейтральні атлети (AIN) | 6:49.27 | QAB     |
| 2     | 5       | Гєдрюс Бєляускас      | Литва (LTU)                           | 6:51.80 | QAB     |
| 3     | 4       | Рюта Аракава          | Японія (JPN)                          | 6:54.17 | QAB     |
| 4     | 2       | Крістіан Васілєв      | Болгарія (BUL)                        | 6:58.67 | QCD     |
| 5     | 6       | Балрадж Панвар        | Індія (IND)                           | 7:05.10 | QCD     |
| 6     | 1       | Абдельхалек ель-Банна | Єгипет (EGY)                          | 7:18.59 | QCD     |

### Півфінали
Перші двоє з кожного запливу кваліфікуються до вищого фіналу (E, C, A), решта - до нижчого (F, D, B). Лише з півфіналу E/F 1 до фіналу E кваліфікуються двоє веслувальників, а не троє.

#### Півфінал A/B 1
| Місце | Доріжка | Веслувальник     | Країна              | Час     | Нотатки |
| ----- | ------- | ---------------- | ------------------- | ------- | ------- |
| 1     | 4       | Сімон ван Дорп   | Нідерланди (NED)    | 6:42.39 | FA      |
| 2     | 3       | Том Макінтош     | Нова Зеландія (NZL) | 6:44.49 | FA      |
| 3     | 2       | Тім Бріс         | Бельгія (BEL)       | 6:45.32 | FA      |
| 4     | 6       | Рюта Аракава     | Японія (JPN)        | 6:51.13 | FB      |
| 5     | 1       | Бруно Сетраро    | Уругвай (URU)       | 7:08.29 | FB      |
| 6     | 5       | Гєдрюс Бєляускас | Литва (LTU)         | 7:09.29 | FB      |

#### Півфінал A/B 2
| Місце | Доріжка | Веслувальник    | Країна                                | Час     | Нотатки |
| ----- | ------- | --------------- | ------------------------------------- | ------- | ------- |
| 1     | 4       | Олівер Цайдлер  | Німеччина (GER)                       | 6:35.77 | FA      |
| 2     | 3       | Євген Золотий   | Індивідуальні нейтральні атлети (AIN) | 6:39.01 | FA      |
| 3     | 1       | Стефанос Дускос | Греція (GRE)                          | 6:40.78 | FA      |
| 4     | 5       | Сверрі Ніельсен | Данія (DEN)                           | 6:43.95 | FB      |
| 5     | 6       | Міхай Кіруце    | Румунія (ROU)                         | 6:52.95 | FB      |
| 6     | 2       | Дамір Мартін    | Хорватія (CRO)                        | 6:58.23 | FB      |

#### Півфінал C/D 1
| Місце | Доріжка | Веслувальник              | Країна         | Час     | Нотатки |
| ----- | ------- | ------------------------- | -------------- | ------- | ------- |
| 1     | 4       | Лукас Вертейн             | Бразилія (BRA) | 6:55.07 | FC      |
| 2     | 3       | Бендегуз Петерварі-Молнар | Угорщина (HUN) | 6:56.92 | FC      |
| 3     | 5       | Сід Алі Будіна            | Алжир (ALG)    | 6:57.06 | FC      |
| 4     | 6       | Абдельхалек ель-Банна     | Єгипет (EGY)   | 7:02.76 | FD      |
| 5     | 1       | Чіу Хін Чун               | Гонконг (HKG)  | 7:03.68 | FD      |
| 6     | 2       | Балрадж Панвар            | Індія (IND)    | 7:04.97 | FD      |

#### Півфінал C/D 2
| Місце | Доріжка | Веслувальник         | Країна         | Час     | Нотатки |
| ----- | ------- | -------------------- | -------------- | ------- | ------- |
| 1     | 3       | Джеймс Плігал        | США (USA)      | 6:56.95 | FC      |
| 2     | 4       | Крістіан Васілєв     | Болгарія (BUL) | 6:57.75 | FC      |
| 3     | 6       | Хав'єр Інсфран       | Парагвай (PAR) | 7:00.93 | FC      |
| 4     | 5       | Ісак Жвегель         | Словенія (SLO) | 7:09.41 | FD      |
| 5     | 2       | Кантен Антоньєллі    | Монако (MON)   | 7:14.32 | FD      |
| 6     | 1       | Рейді Кардона Бланко | Куба (CUB)     | 7:15.63 | FD      |

#### Півфінал E/F 1
| Місце | Доріжка | Веслувальник      | Країна          | Час     | Нотатки |
| ----- | ------- | ----------------- | --------------- | ------- | ------- |
| 1     | 4       | Владислав Яковлєв | Казахстан (KAZ) | 7:26.20 | FE      |
| 2     | 2       | Мохамед Таєб      | Туніс (TUN)     | 7:29.64 | FE      |
| 3     | 3       | Ла Мемо           | Індонезія (INA) | 7:32.18 | FE      |
| 4     | 1       | Андре Матьяш      | Ангола (ANG)    | 8:01.63 | FF      |

#### Півфінал E/F 2
| Місце | Доріжка | Веслувальник         | Країна         | Час     | Нотатки |
| ----- | ------- | -------------------- | -------------- | ------- | ------- |
| 1     | 3       | Дара Алізаде         | Бермуди (BER)  | 7:33.38 | FE      |
| 2     | 4       | Стівен Кокс          | Зімбабве (ZIM) | 7:36.59 | FE      |
| 3     | 2       | Преманут Ваттанусітх | Таїланд (THA)  | 7:48.78 | FE      |
| 4     | 5       | Мохамед Букрах       | Лівія (LBA)    | 8:00.42 | FF      |
| 5     | 1       | Абдалла Ахмед        | Судан (SUD)    | 8:10.68 | FF      |

### Фінальна частина

#### Фінал F
| Місце | Доріжка | Веслувальник   | Країна       | Час     | Нотатки |
| ----- | ------- | -------------- | ------------ | ------- | ------- |
| 31    | 2       | Мохамед Букрах | Лівія (LBA)  | 7:28.90 |         |
| 32    | 1       | Андре Матьяш   | Ангола (ANG) | 7:30.43 |         |
| 33    | 3       | Абдалла Ахмед  | Судан (SUD)  | 7:38.51 |         |

#### Фінал E
| Місце | Доріжка | Веслувальник         | Країна          | Час     | Нотатки |
| ----- | ------- | -------------------- | --------------- | ------- | ------- |
| 25    | 4       | Владислав Яковлєв    | Казахстан (KAZ) | 6:59.43 |         |
| 26    | 2       | Мохамед Таєб         | Туніс (TUN)     | 7:00.31 |         |
| 27    | 1       | Ла Мемо              | Індонезія (INA) | 7:02.23 |         |
| 28    | 3       | Дара Алізаде         | Бермуди (BER)   | 7:03.12 |         |
| 29    | 5       | Стівен Кокс          | Зімбабве (ZIM)  | 7:09.34 |         |
| 30    | 6       | Преманут Ваттанусітх | Таїланд (THA)   | 7:18.58 |         |

#### Фінал D
| Місце | Доріжка | Веслувальник          | Країна         | Час     | Нотатки |
| ----- | ------- | --------------------- | -------------- | ------- | ------- |
| 19    | 5       | Кантен Антоньєллі     | Монако (MON)   | 6:54.93 |         |
| 20    | 2       | Чіу Хін Чун           | Гонконг (HKG)  | 6:56.65 |         |
| 21    | 4       | Абдельхалек ель-Банна | Єгипет (EGY)   | 6:58.44 |         |
| 22    | 3       | Ісак Жвегель          | Словенія (SLO) | 6:59.46 |         |
| 23    | 1       | Балрадж Панвар        | Індія (IND)    | 7:02.37 |         |
| 24    | 6       | Рейді Кардона Бланко  | Куба (CUB)     | 7:03.23 |         |

#### Фінал C
| Місце | Доріжка | Веслувальник              | Країна         | Час     | Нотатки |
| ----- | ------- | ------------------------- | -------------- | ------- | ------- |
| 13    | 4       | Джеймс Плігал             | США (USA)      | 6:41.97 |         |
| 14    | 5       | Крістіан Васілєв          | Болгарія (BUL) | 6:44.61 |         |
| 15    | 3       | Лукас Вертейн             | Бразилія (BRA) | 6:47.37 |         |
| 16    | 2       | Бендегуз Петерварі-Молнар | Угорщина (HUN) | 6:47.81 |         |
| 17    | 6       | Хав'єр Інсфран            | Парагвай (PAR) | 6:50.48 |         |
| 18    | 1       | Сід Алі Будіна            | Алжир (ALG)    | 6:51.99 |         |

#### Фінал B
| Місце | Доріжка | Веслувальник     | Країна         | Час     | Нотатки |
| ----- | ------- | ---------------- | -------------- | ------- | ------- |
| 7     | 2       | Міхай Кіруце     | Румунія (ROU)  | 6:44.83 |         |
| 8     | 4       | Сверрі Ніельсен  | Данія (DEN)    | 6:44.83 |         |
| 9     | 3       | Рюта Аракава     | Японія (JPN)   | 6:47.02 |         |
| 10    | 6       | Гєдрюс Бєляускас | Литва (LTU)    | 6:56.39 |         |
| 11    | 1       | Дамір Мартін     | Хорватія (CRO) | 6:57.77 |         |
| 12    | 5       | Бруно Сетраро    | Уругвай (URU)  | 7:22.71 |         |

#### Фінал A
| Місце | Доріжка | Веслувальник    | Країна                           | Час     | Нотатки |
| ----- | ------- | --------------- | -------------------------------- | ------- | ------- |
| 1     | 3       | Олівер Цайдлер  | Німеччина (GER)                  | 6:37.57 |         |
| 2     | 2       | Євген Золотий   | Допущені нейтральні атлети (ANA) | 6:42.96 |         |
| 3     | 4       | Сімон ван Дорп  | Нідерланди (NED)                 | 6:44.72 |         |
| 4     | 6       | Тім Бріс        | Бельгія (BEL)                    | 6:48.44 |         |
| 5     | 5       | Том Макінтош    | Нова Зеландія (NZL)              | 6:49.62 |         |
| 6     | 1       | Стефанос Дускос | Греція (GRE)                     | 7:02.05 |         |